# Tarsonops sectipes
Tarsonops sectipes  (лат.) — вид мелких пауков рода Tarsonops из семейства Caponiidae. Северная Америка: Мексика (Южная Нижняя Калифорния. 

## Описание
Длина около 4 мм. Головогрудь и ноги жёлтые, брюшко серое. Длина бедра первой пары ног примерно в 3 раза больше своей ширины.
Имеют только 2 глаза, оба крупные, сближенные друг к другу. Передняя лапка единая, не разделена швом на два субсегмента.
Вид Tarsonops sectipes был впервые описан в 1924 году американским зоологом профессором Ральфом Чемберлином (Ralph Vary Chamberlin, 1879—1967; США) вместе с таксоном Tarsonops clavis и Tarsonops systematicus. Таксон Tarsonops sectipes включён в состав рода Tarsonops Chamberlin, 1924 (вместе с Tarsonops irataylori, Tarsonops sternalis и другими). .